# Aphytis acrenulatus
Aphytis acrenulatus är en stekelart som beskrevs av Debach och Rosen 1976. Aphytis acrenulatus ingår i släktet Aphytis och familjen växtlussteklar.
Artens utbredningsområde är:
- Italien.
- Mauritius.

Inga underarter finns listade i Catalogue of Life.